# Manu Trigueros
Manuel Trigueros Muñoz (Talavera de la Reina, Toledo, 17 de octubre de 1991) es un futbolista español que juega como centrocampista en el Granada C. F. de la Segunda División de España.
En septiembre de 2022 se convirtió en el jugador con más partidos disputados de la historia del Villarreal Club de Fútbol.

## Trayectoria
Se inició en las categorías inferiores del Talavera C. F. y Unión Deportiva Talavera de donde pasó al F. C. Barcelona para la temporada 2007-08. En 2008 comenzó su etapa con el Real Murcia C. F., donde hizo su debut con el equipo filial y se marchó, en junio de 2010, tras el descenso del equipo principal a Segunda División B y el consiguiente descenso del filial a Tercera División. A mediados de 2010 se incorporó al filial del Villarreal Club de Fútbol.
Hizo su debut oficial con el Villarreal C. F. "B", el 4 de junio de 2011, jugando 30 minutos en la derrota fuera de casa por 2-1 ante el Real Betis en Segunda División. El 11 de febrero de 2012 marcó su primer gol en la derrota 3-1 ante el C. E. Sabadell F. C. El jugador realizó una buena temporada,[cita requerida] pero el equipo tuvo que descender de categoría - a pesar de haber terminado en la 12.ª posición - por el descenso del primer equipo a la Segunda División.
En junio de 2012 promocionó al primer equipo para ayudar al equipo a regresar a la máxima categoría. El 17 de agosto debutó con el Villarreal C. F. en una victoria por 2-1 ante el Real Madrid Castilla. A lo largo de su primera campaña disputó 36 partidos y acabó logrando el ansiado ascenso a Primera División.
En la temporada 2013-14 tuvo que pugnar duramente por el puesto en el centro del campo con Tomás Pina.[cita requerida] Acabó disputando 35 partidos de Liga (23 como titular). De cara a la siguiente temporada se consolidó como pareja de Bruno Soriano en el equipo amarillo. En la temporada 2016-17 fue elegido como jugador del once ideal de La Liga por la UEFA merced a su campaña, en la que logró siete goles. De cara a la temporada 2017-18, por la baja de larga duración de Bruno, pasó a ser el referente del centro del campo castellonense.
El 8 de agosto de 2024 puso fin a su etapa en el Villarreal C. F. En ese momento, con 477, era el jugador con más partidos en la historia del club y en sus últimos años ayudó a conseguir la Liga Europa de la UEFA 2020-21 y a alcanzar las semifinales de la Liga de Campeones de la UEFA 2021-22. Se marchó al Granada C. F., equipo con el que firmó por dos temporadas.

## Estadísticas

### Clubes
Actualizado al último partido disputado el 1 de junio de 2025.
| Club                                | Div.          | Temporada     | Liga  | Liga  | Copas nacionales | Copas nacionales | Copas internacionales | Copas internacionales | Total | Total |
| Club                                | Div.          | Temporada     | Part. | Goles | Part.            | Goles            | Part.                 | Goles                 | Part. | Goles |
| ----------------------------------- | ------------- | ------------- | ----- | ----- | ---------------- | ---------------- | --------------------- | --------------------- | ----- | ----- |
| Real Murcia Imperial C. F. · España | 2.ª B         | 2008-09       | 2     | 0     | —                | —                | —                     | —                     | 2     | 0     |
| Real Murcia Imperial C. F. · España | 2.ª B         | 2009-10       | 8     | 1     | —                | —                | —                     | —                     | 8     | 1     |
| Real Murcia Imperial C. F. · España | Total club    | Total club    | 10    | 1     | 0                | 0                | 0                     | 0                     | 10    | 1     |
| Villarreal C. F. "B" · España       | 2.ª           | 2010-11       | 1     | 0     | —                | —                | —                     | —                     | 1     | 0     |
| Villarreal C. F. "B" · España       | 2.ª           | 2011-12       | 25    | 3     | —                | —                | —                     | —                     | 25    | 3     |
| Villarreal C. F. "B" · España       | Total club    | Total club    | 26    | 3     | 0                | 0                | 0                     | 0                     | 26    | 3     |
| Villarreal C. F. · España           | 2.ª           | 2012-13       | 36    | 3     | 1                | 0                | —                     | —                     | 37    | 3     |
| Villarreal C. F. · España           | 1.ª           | 2013-14       | 35    | 2     | 3                | 0                | —                     | —                     | 38    | 2     |
| Villarreal C. F. · España           | 1.ª           | 2014-15       | 33    | 1     | 7                | 2                | 10                    | 0                     | 50    | 3     |
| Villarreal C. F. · España           | 1.ª           | 2015-16       | 31    | 2     | 2                | 1                | 12                    | 0                     | 45    | 3     |
| Villarreal C. F. · España           | 1.ª           | 2016-17       | 37    | 5     | 3                | 1                | 5                     | 1                     | 45    | 7     |
| Villarreal C. F. · España           | 1.ª           | 2017-18       | 34    | 3     | 3                | 0                | 7                     | 1                     | 44    | 4     |
| Villarreal C. F. · España           | 1.ª           | 2018-19       | 24    | 0     | 3                | 0                | 7                     | 0                     | 34    | 0     |
| Villarreal C. F. · España           | 1.ª           | 2019-20       | 29    | 2     | 2                | 0                | —                     | —                     | 31    | 2     |
| Villarreal C. F. · España           | 1.ª           | 2020-21       | 35    | 1     | 5                | 0                | 14                    | 1                     | 54    | 2     |
| Villarreal C. F. · España           | 1.ª           | 2021-22       | 35    | 6     | 2                | 1                | 10                    | 1                     | 47    | 8     |
| Villarreal C. F. · España           | 1.ª           | 2022-23       | 23    | 0     | 3                | 0                | 4                     | 1                     | 30    | 1     |
| Villarreal C. F. · España           | 1.ª           | 2023-24       | 14    | 0     | 3                | 3                | 5                     | 0                     | 22    | 3     |
| Villarreal C. F. · España           | Total club    | Total club    | 366   | 25    | 37               | 8                | 74                    | 5                     | 477   | 38    |
| Granada C. F. · España              | 2.ª           | 2024-25       | 36    | 3     | 3                | 0                | —                     | —                     | 39    | 3     |
| Granada C. F. · España              | Total club    | Total club    | 36    | 3     | 3                | 0                | 0                     | 0                     | 39    | 3     |
| Total carrera                       | Total carrera | Total carrera | 438   | 32    | 40               | 8                | 74                    | 5                     | 552   | 45    |
| 1. 2.                               |               |               |       |       |                  |                  |                       |                       |       |       |

## Palmarés

### Campeonatos internacionales
| Título                 | Club             | Sede   | Año  |
| ---------------------- | ---------------- | ------ | ---- |
| Liga Europa de la UEFA | Villarreal C. F. | Gdansk | 2021 |